# Чаща
Ча́ща (рос. Чаща) — присілок у складі Топкинського округу Кемеровської області, Росія.

## Населення
Населення — 65 осіб (2010; 62 у 2002).
Національний склад (станом на 2002 рік):
- росіяни — 98 %